# Kościół Chrystusowy w Jaworznie
Kościół Chrystusowy w Jaworznie – zbór Kościoła Chrystusowego w RP działający w Jaworznie.
Pastorem przełożonym zboru jest Robert Kozłowski. Nabożeństwa odbywają się przy ul. Szczakowskiej 81A w niedziele o godz. 10.00.

## Historia
W 1985 zostały nawiązane kontakty członków Kościoła Chrystusowego w Sosnowcu z wiernymi z terenu Jaworzna. Pastorem sosnowieckiego zboru pozostawał w tym okresie Konstanty Sacewicz. Według stanu na jesień 1985  do tego zboru należało pięciu wiernych z Jaworzna. Z uwagi na niedogodny dojazd, sosnowiecka wspólnota utworzyła w 1986 stację misyjną w Jaworznie. Jej kierownikiem mianowano Ryszarda Solaka. Po jego śmierci funkcję tę objął na czas kilku miesięcy Zdzisław Skiba. Następnym kierownikiem został Mieczysław Prościński, ordynowany 11 maja 1997 przez Prezbitera Naczelnego Kościoła Zborów Chrystusowych Henryk Rothera-Sacewicza, Sekretarza Kościoła Bronisława Hurego oraz koordynatora regionu katowickiego Gustawa Martynka.
Nabożeństwa były prowadzone w mieszkaniu należącym do Mieczysława Prościńskiego. W 1991 dla stacji misyjnej został zakupiony budynek przy ul. Szczakowskiej 81A, co było możliwe dzięki środkom pochodzącym od Polskiej Chrześcijańskiej Misji. Został w nim urządzony dom modlitwy.
Decyzją Kolegium Pastorów obradującego w Ostródzie, 12 lipca 2002 dotychczasowa stacja misyjna została przekształcona w samodzielny zbór o nazwie Kościół Chrystusowy w Jaworznie. Jego pastorem został Mieczysław Prościński. Zbór w chwili powstania liczył 35 członków.